# Шокпар (селище)
Шокпа́р (каз. Шоқпар) — станційне селище у складі Шуського району Жамбильської області Казахстану. Входить до складу Шокпарського сільського округу.
У радянські часи селище називалось Чокпар.
Населення — 1233 особи (2021; 1128 у 2009, 1175 у 1999, 1679 у 1989).